# Sonda de Nélaton

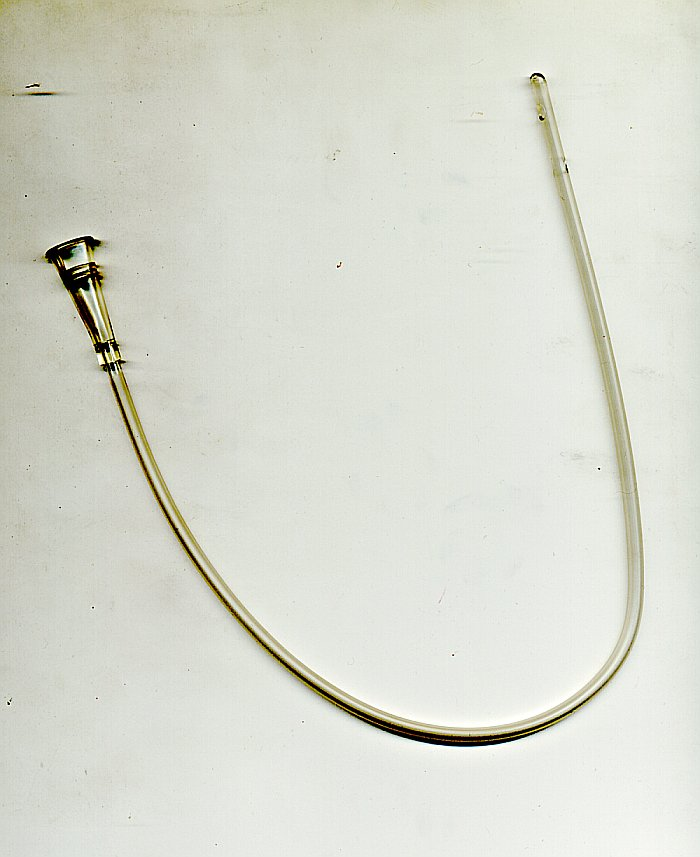
Catéter urinario de Nelaton fuera de su empaque estéril.

La sonda de Nélaton, a veces escrita sin acento: Nelaton, es un catéter flexible, de uso a corto plazo para el drenaje de orina de la vejiga. A diferencia de la sonda de Foley, no tiene globo en su extremo y, por tanto, no puede permanecer insertado en la vejiga. La sonda de Nelaton se caracteriza por ser de látex de 35 - 40 cm de longitud y con un calibre que varía de 4 a 18 Fr. Presenta un orificio proximal en forma de cono, único, sin tapón y otro orificio apical y lateral presentando distalmente.

## Historia
Ya en la época greco-romana y en la Edad Media en Europa, se usaban catéteres en forma de "S" de bronce con un orificio terminal. 

## Indicaciones
La sonda de Nelaton se emplea para descongestionar la vejiga en casos de hematuria macroscópica y vaciar la vejiga en pacientes con estenosis uretral.
Se emplea también en obstetricia, para la inducción del parto por medio del método de Krause. El procedimiento incluye la introducción de una sonda de Foley No. 14 o 16 o, en su defecto, una sonda de Nelaton a través del canal cervical.